# Adiantum pulverulentum
Adiantum pulverulentum là một loài thực vật có mạch trong họ Adiantaceae. Loài này được L. miêu tả khoa học đầu tiên năm 1753.